# Beata Andrzejewska
Beata Andrzejewska (ur. 8 stycznia 1958 w Bydgoszczy) – polska wokalistka popowa, pianistka, kompozytorka, autorka tekstów piosenek, aktorka niezawodowa, asystent nauczyciela w szkole sredniej specjalnej.

## Życiorys
Pochodzi z muzykalnej rodziny. W mieszkaniu państwa Andrzejewskich stał fortepian na którym rodzice Beaty grali hobbystycznie. W wieku 6 lat rozpoczęła naukę gry na fortepianie, zaś w wieku 11 lat zaczęła komponować swoje pierwsze piosenki, w oparciu o rock and rollowe akordy, które pokazał jej  starszy brat. Śpiewem zainteresowała się na dobre, po swoim pierwszym publicznym występie z zespołem Marionetki. Było to trio, które koncertowało na lokalnych imprezach w Domu Kultury w Ostrołęce.
W 1975 wzięła udział w Ogólnopolskim Konkursie Piosenki Harcerskiej i Młodzieżowej Siedlce ’75, gdzie po raz pierwszy wykonała piosenkę Nie mijaj wiosno i zdobyła Grand Prix, nagrodę za kompozycję oraz nagrodę Świata Młodych, jako największa indywidualność festiwalu. Od tego momentu rozpoczęła się jej właściwa kariera piosenkarska. Młoda wokalistka zdała do Liceum Muzycznym w Waszawie, gdzie rozpoczęła naukę na nowo powstającym wówczas kierunku, jakim była „Piosenka”. Wbrew dezaprobacie władz szkolnych, związała się ze Studiem Piosenki, mieszczącym się przy PR i TV, gdzie dokonała rejestracji kilku piosenek. Poza tym wyjeżdżała razem z nim na koncerty i warsztaty muzyczne.
W 1976 roku wystąpiła w programie prof. Aleksandra Bardiniego, wykonując swoją sztandarową, jak się okazało piosenkę pt. Nie mijaj wiosno, która w dość krótkim czasie robi furorę i staje się przebojem. Wkrótce też artystka zostaje zauważona przez reżysera Janusza Kondratiuka, który powierzył jej rolę Beaty Pazik w swoim filmie pt. Czy jest tu panna na wydaniu? – artystka figuruje tam także jako autorka muzyki i wykonawczyni wokalizy, ponieważ reżyser wybrał fragment jednego z trzech przygotowanych przez nią utworów (nieco wcześniej, również w 1976 roku, zagrała epizod w filmie w reż. Agnieszki Holland, Pawła Kędzierskiego i Jerzego Domaradzkiego pt. Zdjęcia próbne). Z branżą telewizyjną i filmową zetknęła się, będąc uczennicą 3 klasy szkoły średniej w Ostrołęce.
Dwa lata później wokalistka zaklasyfikowała się do Młodzieżowego Festiwalu Piosenki Polskiej w Toruniu, jednak pisanie matury w tym czasie, uniemożliwiło jej wzięcie udziału w koncercie galowym. W czerwcu 1977 roku wystąpiła na XV KFPP w Opolu, wykonując piosenkę Nie mijaj wiosno i zdobywając Nagrodę Publiczności.

Jeśli chodzi o wspomnienia festiwalowe, to oczywiście najsympatyczniej wspominam Opole ’77, bo to był mój debiut na tym znanym festiwalu... Nie dostałam wtedy żadnej nagrody od jury, bo śpiewałam Wiosnę i ktoś podobno stwierdził, że ja już miałam swój debiut u Bardiniego, zna mnie cała Polska, więc... (absurd). Ale dostałam Nagrodę Publiczności, którą ceniłam sobie najbardziej!... Potem wystąpiłam w 1978 roku, w koncercie Gwiazd i w 1979 r. również w koncercie Gwiazd... Ten ostatni festiwal wołałabym zapomnieć, bo utwór, który prezentowałam wypadł fatalnie... Kompletne niezorganizowanie, brak czasu na próbę i fatalne nagłośnienie podczas występu – mało nie zeszłam ze sceny.

Rok później wyjeżdża na organizowany na Kubie, Światowy Festiwal Młodzieży i Studentów – Hawana ’78, gdzie poznaje swojego przyszłego męża, perkusistę Stanisława Kasprzyka. Po powrocie do kraju, wokalistka rezygnuje z nauki w szkole, poświęcając się całkowicie karierze piosenkarskiej, i zdając egzamin podczas tzw. weryfikacji na przyznanie jednej z kilku kategorii, która upoważniała do występowania na estradzie. W 1978 roku przez kilka miesięcy współpracowała z wrocławską grupą Kameleon z którą wystąpiła na XVI KFPP w Opolu. Kierownik muzyczny i założyciel zespołu Włodzimierz Krakus, skomponował dla wokalistki utwór pt. Ta nasza miłość to jakby nic do słów Zenona Laskowika, który został nagrany w PR Opole pod okiem Edwarda Spyrki, a w 1979 roku wziął udział w plebiscycie Studia Gama.
Wówczas artystka była już żoną S. Kasprzyka, gdy zgłosił się do niej menedżer Ireny Jarockiej, Jerzy Bogdanowicz, co miało miejsce podczas odbywającego się właśnie XVI KFPP w Opolu, i zaproponował jej wspólne występy z piosenkarką, gdzie przez kilka lat śpiewała w chórku i miała własny 15-minutowy program w jej recitalu. Poza tym, wokalistka napisała dla Jarockiej polski tekst pt. Gdy serce mówi mi tak do piosenki Barbry Streisand Women in love.
W skład zespołu instrumentalnego „Weekend”, który w latach 1978–1979 towarzyszył Irenie Jarockiej na scenie – wchodzili: Wojciech Michalczyk (gitara solowa), Rafał Rękosiewicz (instrumenty klawiszowe), Joachim Rzychoń (gitara basowa) i Stanisław Kasprzyk (perkusja). W 1979 roku podczas jednego ze wspólnych koncertów z Wojciechem Kordą, wokalistka zastąpiła chorą wówczas Adę Rusowicz, śpiewając z nim w duecie repertuar rock and rollowy w języku angielskim. W międzyczasie nagrywała też własne piosenki.
W 1979 r. w PR Opole wraz z Orkiestrą Radiową pod dyr. E. Spyrki, zarejestrowała dwa premierowe utwory (m.in. Chętnie oddam komuś swe marzenia). Kolejne wspólne przedsięwzięcia z Ireną Jarocką to m.in. występy w warszawskim Teatrze Buffo (1979) oraz tournée po ZSRR (1979) i Stanach Zjednoczonych (1980). Po wygaśnięciu kontaktu i zakończeniu współpracy z piosenkarką; państwo Kasprzykowie wyjechali na trzymiesięczny kontrakt do Jugosławii.
Kilka miesięcy po powrocie do kraju, zastał ich stan wojenny. W tej sytuacji w 1982 roku małżonkowie postanowili wyjechać na kontrakt do Austrii, skąd już nie wrócili. Po trzy i pół miesięcznym okresie, znaleźli się w Seattle, skąd po dwóch tygodniach przyjechali do Nowego Jorku, gdzie założyli zespół muzyczny i rozpoczęli występy w licznych w tamtym czasie klubach polonijnych. Wokalistka dawała także koncerty solowe – oprócz występów w klubach, dając recitale, także w Polskiej Ambasadzie w Nowym Jorku.
W 1991 roku wokalistka wydała swój jedyny album, noszący tytuł jej przeboju sprzed lat, tj. Nie mijaj wiosno. Po 25 latach grania w klubach i domach polonijnych, a także podczas rozmaitych imprez charytatywnych, wesel i eventów – państwo Kasprzykowie przestali zajmować się zawodowo muzyką. Początkowo wokalistka poświęciła się wychowaniu dzieci, zaś w weekendy pracowała w nowojorskim klubie Scorpio's. Obecnie pracuje jako asystent nauczyciela, w szkole średniej.

## Repertuar[2]
- Bandera rossa (trad. – Carlo Tuzzi)
- Co ja z tego mam (muz. Tadeusz Janik – sł. Beata Andrzejewska)[10]
- Chętnie oddam komuś swe marzenia (muz. Jan Cichy – sł. Beata Andrzejewska)[10]
- Echo Opola (sł. Anna Warecka)
- El pueblo unido jamas sera vencido (muz. Sergio Ortega – sł. Quilapayún)
- Księżyc w chmurach jak w kołysce (muz. Gerardo Matos Rodríguez – sł. Anna Warecka, Janusz Kondratowicz)
- Nie mijaj wiosno (muz. i sł. Beata Andrzejewska) – na albumie Opole 77 – Debiuty, piosenka figuruje pt. Wiosna[2]
- Obiecanki-Cacanki (muz. i sł. Beata Andrzejewska)[10]
- Ocean łez (muz. James Gately – sł. Beata Andrzejewska)[10]
- Ostatni raz (muz. i sł. Beata Andrzejewska)[10]
- Skrawek błękitu (muz. Beata Andrzejewska, James Gately – sł. Beata Andrzejewska)[10]
- Ta nasza miłość to jakby nic (muz. Włodzimierz Krakus – sł. Zenon Laskowik)[6]
- Wspomnienia (muz. i sł. Beata Andrzejewska)[10]
- Wynajmę serce (muz. Tadeusz Janik – sł. Beata Andrzejewska)[10]

## Dyskografia[2]

### Albumy
- Nie mijaj wiosno (CD, BA29CD, 1991)[10]:

1. Nie mijaj wiosno (muz i sł. Beata Andrzejewska, 1975)
2. Co ja z tego mam (muz. Tadeusz Janik – Beata Andrzejewska, 1980)
3. Skrawek błękitu (muz. Beata Andrzejewska, James Gately – sł. Beata Andrzejewska, 1991)
4. Chętnie oddam komuś swe marzenia (muz. Jan Cichy – sł. Beata Andrzejewska, 1979)
5. Wynajmę serce (muz. Tadeusz Janik – sł. Beata Andrzejewska, 1980)
6. Ocean łez (muz. James Gately – sł. Beata Andrzejewska, 1991)
7. Wspomnienia (muz. i sł. Beata Andrzejewska, 1975)
8. Ostatni raz (muz. i sł. Beata Andrzejewska, 1990)
9. Chcesz wyjechać za miasto (muz. i sł. Beata Andrzejewska, 1986)
10. Obiecanki-Cacanki (muz. i sł. Beata Andrzejewska, 1986)

### Single
- Nie mijaj wiosno (PD, Tonpress R-0828, 1977)

### Kompilacje
- Opole 77 – Debiuty (Polskie Nagrania „Muza” SX 1492, 1977)
- Hasta La Victoria Siempre – Havana’78 (LP, Pronit Z-SX 0684, 1978)
- Hawana ’78 (LP, Polskie Nagrania „Muza” SX 1542, 1978)
- Rzeka wspomnień – Piosenki Wareckiej (CD, Polskie Nagrania „Muza” PNCD618, 2002)
- Polska Nostalgia 65+ vol. 6 (CD, Polskie Radio PRCD1920, 2015)

## Inne nagrania
- Marek Klimczuk – Metropoly (LP, PolJazz PSJ-202, 1987)
- Joint Venture – Kto to wie? (CD, KK Music KKCD 001, 1996)